# Renascença (Paraná)
Renascença ist ein brasilianisches Munizip im Südwesten des Bundesstaats Paraná. Es hat 6.845 Einwohner (2022), die sich Renascenseaner nennen. Seine Fläche beträgt 425 km². Es liegt 689 Meter über dem Meeresspiegel.

## Etymologie
In der Zeit der Besiedlung des Inneren von Paraná kam ein gewisser Martins, der in der Region Jaracatiá von Francisco Beltrão Land besaß, einmal mit seiner Herde schlachtreifer Schweine durch das Gebiet von Renascença, machte eine Rast und setzte dann seinen Weg nach Clevelândia fort. Als er bemerkte, dass mehrere Häuser gleichzeitig gebaut wurden, empfand er die Lage so, als ob dieser Ort nach seiner Zerstörung während der Leutnantsaufstände Anfang der 1920er Jahre wiedergeboren (portugiesisch: renascer) würde.
Als Martins später selbst Stadtrat von Clevelândia war, wurden hier zwei neue Bezirke geschaffen: der zu Pato Branco gehörende hieß Vargem Bonita und der zu Clevelândia gehörende hatte keinen Namen. Martins erinnerte sich an die Baustellen, die er hier gesehen hatte, und kam auf die Idee, den Bezirk Renascença zu nennen. Dabei ließ er sich sicherlich auch von der künstlerischen und kulturellen Revolution der italienischen Renaissance beeinflussen, denn Martins hatte in Curitiba studiert und war ein sehr gebildeter Mann.

## Geschichte

### Besiedlung
Der Bau der Straße von Clevelândia nach Francisco Beltrão, die heute Estratégica oder PRC-280 genannt wird, gab der Region einen großen Aufschwung. Entlang der Straße entstand eine Siedlung, deren ursprünglicher Name Vargem Bonita war. Dieses Dorf wurde während der blutigen Kämpfe zwischen Rebellen und Regierungstruppen in der Revolution von 1924 völlig zerstört.
Die Gründung von Renascença war das Ergebnis der Kampagne Marcha para o Oeste (deutsch: Marsch nach Westen). Während der Regierung von Getúlio Vargas war das Interesse am Westen von Paraná groß, da es hier fruchtbare Böden gab. Vargas rief die Kampagne ins Leben, und Kolonisatoren aus Rio Grande do Sul und Santa Catarina erkundeten den Westen von Paraná. Um die Entwicklung zu fördern, wurde die Colônia Agrícola General Osório (CANGO) gegründet, die ein Faktor für den Wohlstand der Region war.

### Erhebung zum Munizip
Renascença wurde durch das Staatsgesetz Nr. 4245 vom 25. Juli 1960 aus Pato Branco ausgegliedert und in den Rang eines Munizips erhoben. Es wurde am 29. November 1961 als Munizip installiert.

## Geografie

### Fläche und Lage
Renascença liegt auf dem Terceiro Planalto Paranaense (der Dritten oder Guarapuava-Hochebene von Paraná). Seine Fläche beträgt 425 km². Es liegt auf einer Höhe von 689 Metern.

### Vegetation
Das Biom von Renascença ist Mata Atlântica.

### Klima
Das Klima ist gemäßigt warm. Es werden hohe Niederschlagsmengen verzeichnet (2037 mm pro Jahr). Im Jahresdurchschnitt liegt die Temperatur bei 18,9 °C. Die Klimaklassifikation nach Köppen und Geiger lautet Cfa.

### Gewässer
Renascença liegt im Einzugsgebiet des Iguaçu. Im Osten reicht das Munizip bis zum Rio Santana, der zum Rio Chopim fließt. Die nordöstliche Grenze wird vom Rio Vitorino und seinem linken Nebenfluss  Rio Forquilha bestimmt. Im Süden reicht das Munizip bis zur Wasserscheide zwischen Iguaçu und Rio Uruguay auf der Serra da Fartura, die die Grenze Paranás zu Santa Catarina bildet. Im Westen und im Norden wird das Munizip vom Rio Marmeleiro begrenzt, der dem Santana von links zufließt. Einen weiteren Teil der nördlichen Grenze bildet der rechte Santana-Nebenfluss Rio Elias.

### Straßen
Renascença liegt an der PRC-280 (Teilstrecke der BR-280) zwischen der argentinischen Grenze bei Barracão / Dionísio Cerqueira (SC) und Pato Branco. Diese kreuzt sich in Renascença mit der PR-180 von Francisco Beltrão nach Campo Erê (SC).

### Nachbarmunizipien
| Francisco Beltrão |                                             | Bom Sucesso do Sul       |
| Marmeleiro        | Kompassrose, die auf Nachbargemeinden zeigt | Vitorino und Pato Branco |
|                   | Campo Erê (SC)                              |                          |

## Stadtverwaltung
Bürgermeister: Idalir João Zanella, Podemos (2021–2024)
Vizebürgermeister: Valmor de Bona, Podemos (2021–2024)

## Demografie

### Bevölkerungsentwicklung
| Jahr | Einwohner | Stadt | Land |
| ---- | --------- | ----- | ---- |
| 1970 | 9.280     | 18 %  | 82 % |
| 1980 | 7.909     | 27 %  | 73 % |
| 1991 | 7.546     | 29 %  | 71 % |
| 2000 | 6.959     | 42 %  | 58 % |
| 2010 | 6.812     | 51 %  | 49 % |
| 2022 | 6.845     |       |      |

Quelle: IBGE, bis 2010: Volkszählungen und Volkszählung 2022

### Ethnische Zusammensetzung
| Gruppe * | 1991    | 2000    | 2010    | wer sich als …                                                                   |
| --- | ------- | ------- | ------- | -------------------------------------------------------------------------------- |
| Weiße | 66,9 %  | 74,8 %  | 68,7 %  | weiß bezeichnet                                                                  |
| Schwarze | 1,4 %   | 4,9 %   | 1,8 %   | schwarz bezeichnet                                                               |
| Gelbe | 0,1 %   | 0,2 %   | 0,7 %   | von fernöstlicher Herkunft wie japanisch, chinesisch, koreanisch etc. bezeichnet |
| Braune | 31,7 %  | 19,0 %  | 28,7 %  | braun oder als Mischung aus mehreren Gruppen bezeichnet                          |
| Indigene | 0,0 %   | 1,0 %   | 0,1 %   | Ureinwohner oder Indio bezeichnet                                                |
| ohne Angabe | 0,0 %   | 0,1 %   | 0,0 %   |                                                                                  |
| Gesamt | 100,0 % | 100,0 % | 100,0 % |                                                                                  |
| *) Das IBGE verwendet für Volkszählungen ausschließlich diese fünf Gruppen. Es verzichtet bewusst auf Erläuterungen. Die Zugehörigkeit wird vom Einwohner selbst festgelegt. |         |         |         |                                                                                  |

Quelle: IBGE (Stand: 1991, 2000 und 2010)

## Wirtschaft

### Kennzahlen
Mit einem Bruttoinlandsprodukt pro Einwohner von 37.962,99 R$ bzw. rund 8.400 € lag Renascença 2019 auf dem 95. Platz der 399 Munizipien Paranás.
Sein hoher Index der menschlichen Entwicklung von 0,733 (2010) setzte es auf den 73. Platz der paranaischen Munizipien.